# 師子吼大経
『師子吼大経』（ししくだいきょう、巴: Mahāsīhanāda-sutta, マハーシーハナーダ・スッタ）とは、パーリ仏典経蔵中部に収録されている第12経。『大師子吼経』（だいししくきょう）とも。
原題の「マハーシーハナーダ・スッタ」（Mahāsīhanāda-sutta）は、長部の第8経『大師子吼経』と同名である。
類似の伝統漢訳経典としては、『身毛喜豎経』（大正蔵757）、『信解智力経』（大正蔵802）等がある。
釈迦によって、スナッカッタの問題と絡めながら仏法が語られていく。

## 日本語訳
- 『南伝大蔵経・経蔵・中部経典1』（第9巻） 大蔵出版
- 『パーリ仏典 中部（マッジマニカーヤ）根本五十経篇I』 片山一良訳 大蔵出版
- 『原始仏典 中部経典1』（第4巻） 中村元監修 春秋社